# 察讷万茨
察讷万茨是德国梅克伦堡-前波美拉尼亚州的一个市镇。总面积15.31平方公里，总人口378人，其中男性193人，女性185人（2011年12月31日），人口密度25人/平方公里。